# Mrowiny

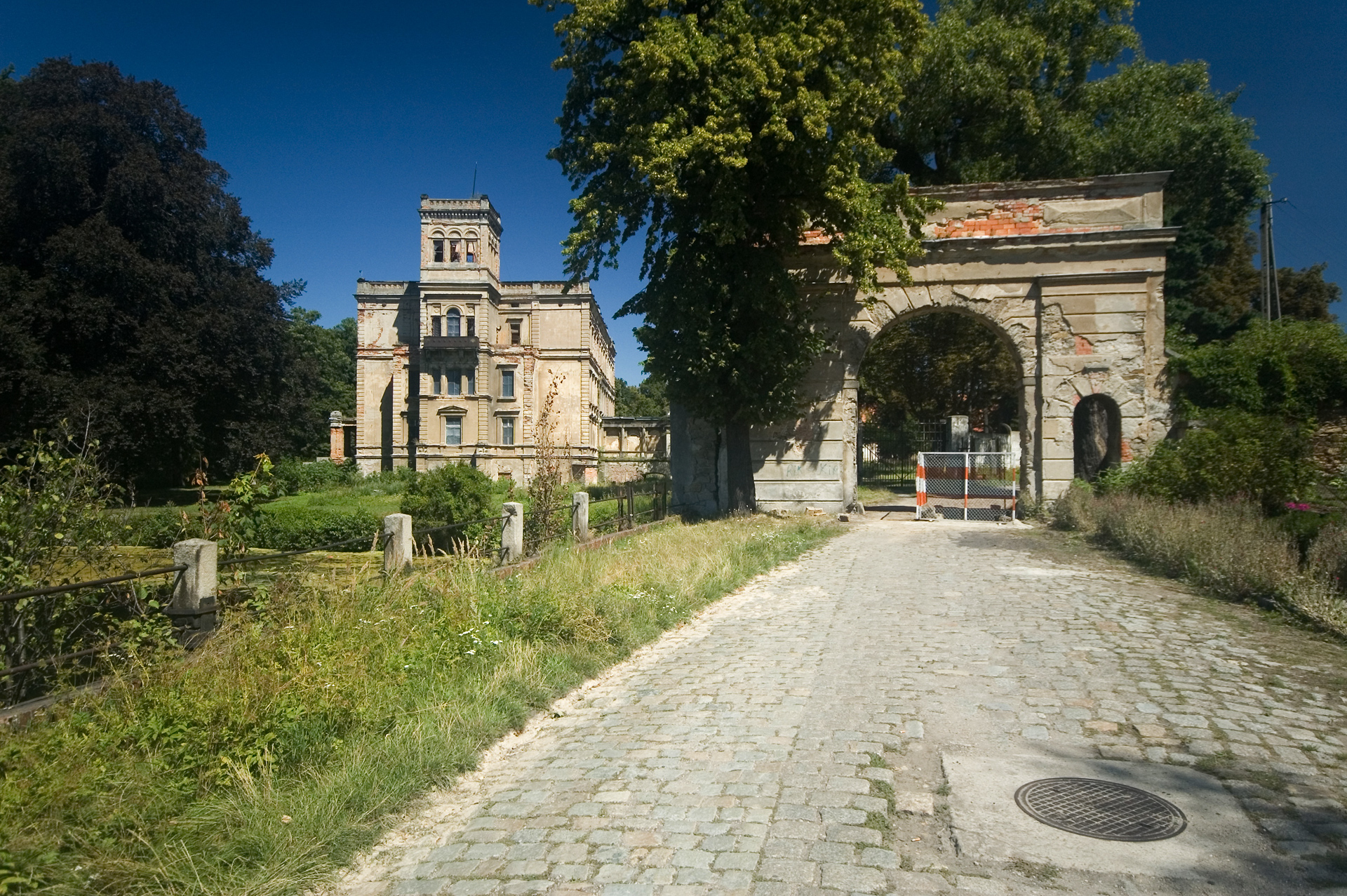
Schloss Konradswaldau

Mrowiny (deutsch Konradswaldau; auch Conradswaldau bei Saarau, schlesisch Kunnerschwahle) ist ein Dorf in der Stadt- und Landgemeinde Żarów (Saarau) im Powiat Świdnicki (Kreis Schweidnitz) in der Woiwodschaft Niederschlesien in Polen.

## Lage
Mrowiny liegt ungefähr drei Kilometer nordöstlich von Żarów (Saarau), 14 Kilometer nordöstlich von Świdnica (Schweidnitz) und 42 Kilometer südwestlich von Breslau.

## Geschichte
Konradswaldau entstand im Zuge der Ostkolonisation durch deutsche Siedler. Die Ersterwähnung erfolgte 1213 als Bischof Konrad von Krosigk von Halberstadt dem Stift Leubus 35 Huben in „Conradswaldau“ überließ. Seit 1274/77 gehörte Konradswaldau zum Herzogtum Schweidnitz-Jauer, das nach dem Tod des Herzogs Bolko II. 1368 erbrechtlich an den späteren böhmischen König Wenzel fiel.
Als Besitzer von Konradswaldau sind nachgewiesen: 1353 Konrad von Tschirn, 1423 Thyme und Konrad von Schellendorf, 1548 George von Mühlheim, der die Urbarien und Obergerichte nachweisen musste, 1550 Hans Stiebitz, 1568 Julius von Adelsbach, 1594 dessen Sohn, 1619 Gottfried von Adelsbach, 1655 Friedrich von Motschelnitz, 1694 der Generalwachtmeister Ludwig Freiherr von Monteuerques, darauf Johann Ferdinand von Carwath. 1722 kam es nach dem Tode des Melchior Ducius von Wallenburg auf Konradswaldau an dessen Witwe Sophie Elisabeth geborene von Knobelsdorf, die sich in zweiter Ehe mit Samuel Adolph von Winterfeld und 1733 in dritter Ehe mit dem Grafen Anton Wilhelm von Nostitz vermählte. Nach ihrem Tode vererbte sie das Gut ihrem Neffen Johann Adolph von Knobelsdorff.
Nach dem Ersten Schlesischen Krieg fiel Konradswaldau 1741/42 mit fast ganz Schlesien an Preußen. Die alten Verwaltungsstrukturen wurden aufgelöst und Konradswaldau in den Landkreis Schweidnitz eingegliedert, mit dem es bis 1945 verbunden blieb. Die preußische Herrschaft ermöglichte in Konradswaldau die Gründung einer evangelischen Kirchengemeinde. Am 22. Juli 1742 fand der erste Gottesdienst provisorisch in einer von der Herrschaft zur Verfügung gestellten großen Scheune statt. Am 18. August 1743 wurde das neu errichtete Bethaus geweiht. Zum ersten Pastor der neu gegründeten Kirchengemeinde wurde Johann George Lemberg aus Meffersdorf ernannt.
1785 bestand Konradswaldau aus einer evangelischen Kirche, einem Pfarrhaus, einem Schulhaus, drei Vorwerken, neun Bauern, 17 Gärtnern, 32 Häuslern, einer Wassermühle, einer Windmühle und 316 Einwohnern. 1845 zählte Konradswaldau unter der Verwaltung der Landgräfin von Fürstenberg in Wien, 63 Häuser, ein herrschaftliches Schloss, ein Vorwerk, ein Lehngut, 476 überwiegend evangelische Einwohner (47 katholisch), eine 1743 gegründete evangelische Kirche unter dem Patronat der Grundherrschaft, eingepfarrt: Konradswaldau, Neusorgau, Tarnau, Klein-Merzdorf und Ingramsdorf; eine evangelische Schule mit einem Lehrer unter der Kollatur der Grundherrschaft, eine Wassermühle, eine Windmühle, eine Brauerei, eine Ziegelei, 20 Handwerker und 215 Rinder. Zur Gemeinde gehörte noch die Kolonie Freudenthal mit sechs Häusern, 38 überwiegend evangelischen Einwohnern (zwei katholisch) und einer Wassermühle. 1866 brach in Konradswaldau und den eingepfarrten Dörfern die Cholera aus, an der von August bis September 1866 ungefähr 60 Gemeindeglieder starben.
Seit 1874 bildeten die Landgemeinden Conradswaldau, Ingramsdorf, Klein Märzdorf, Raaben und Tarnau und die Gutsbezirke Conradswaldau, Ingramsdorf, Klein Märzdorf, Raaben und Tarnau den Amtsbezirk Conradswaldau.

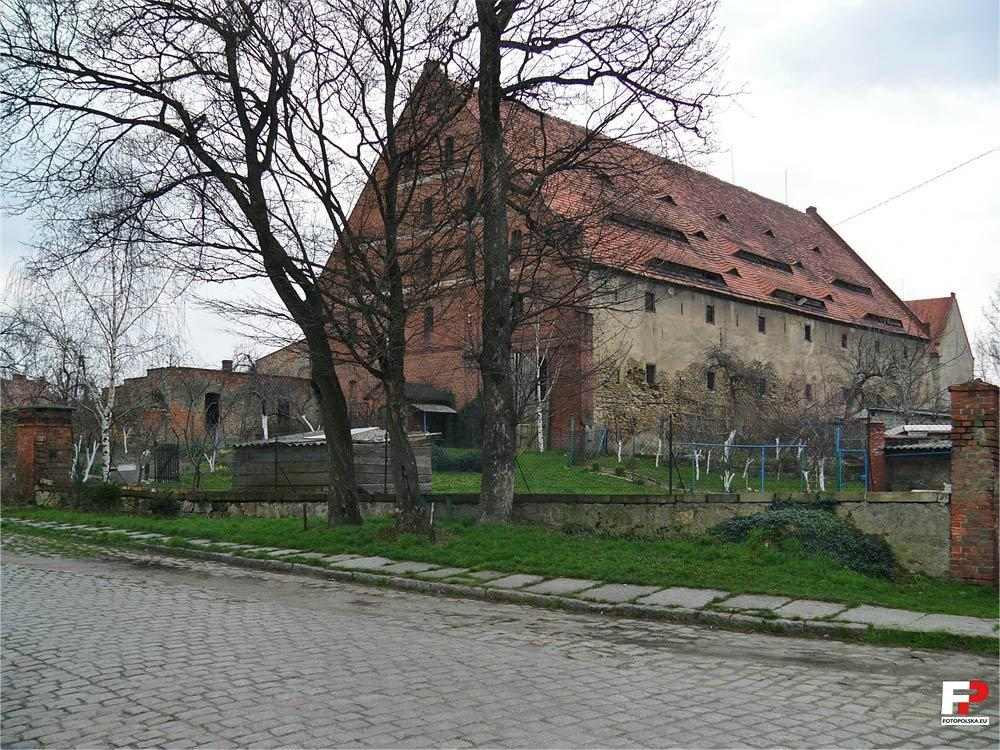
Getreidespeicher
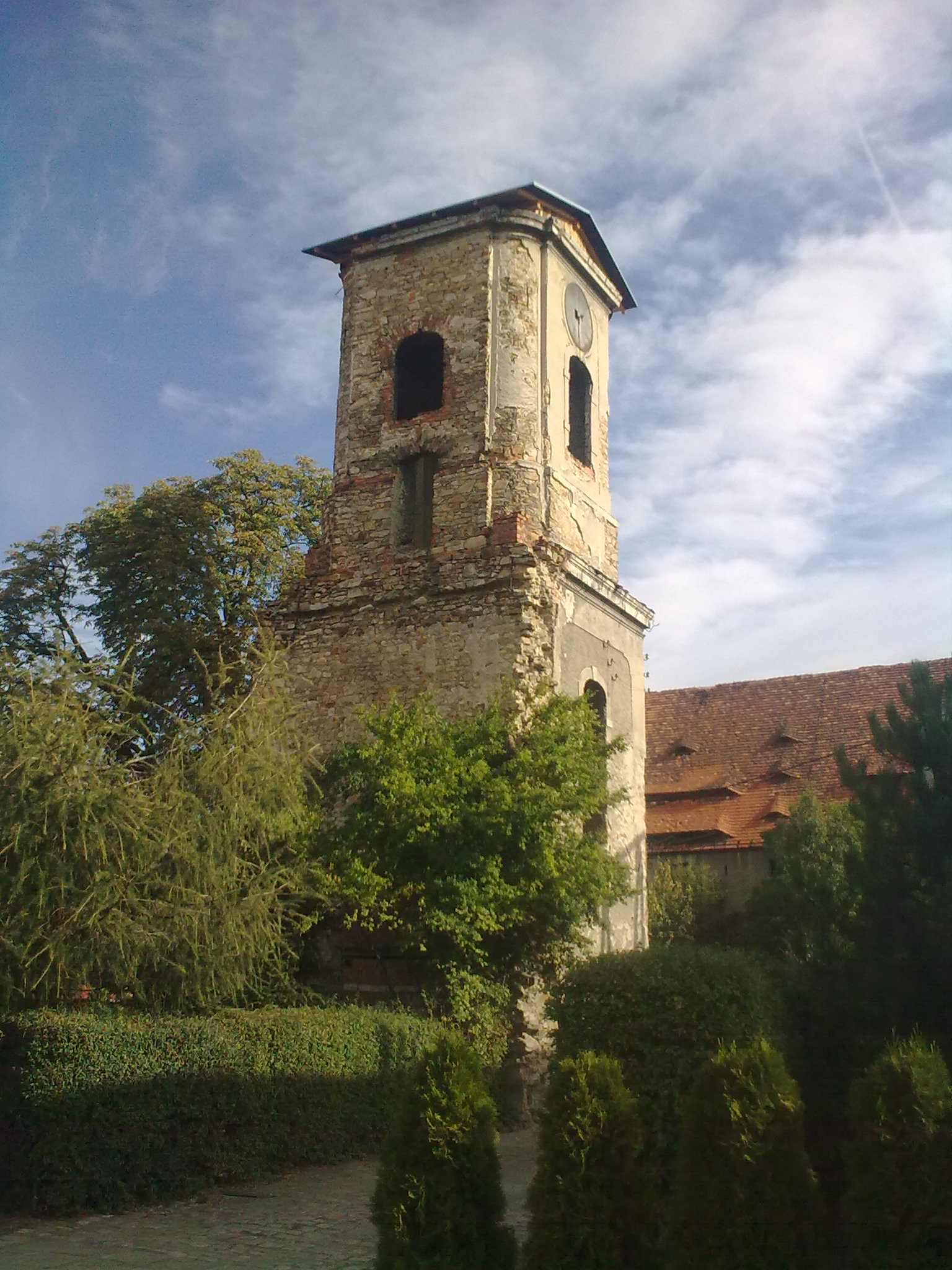
Ruine der Evangelischen Kirche
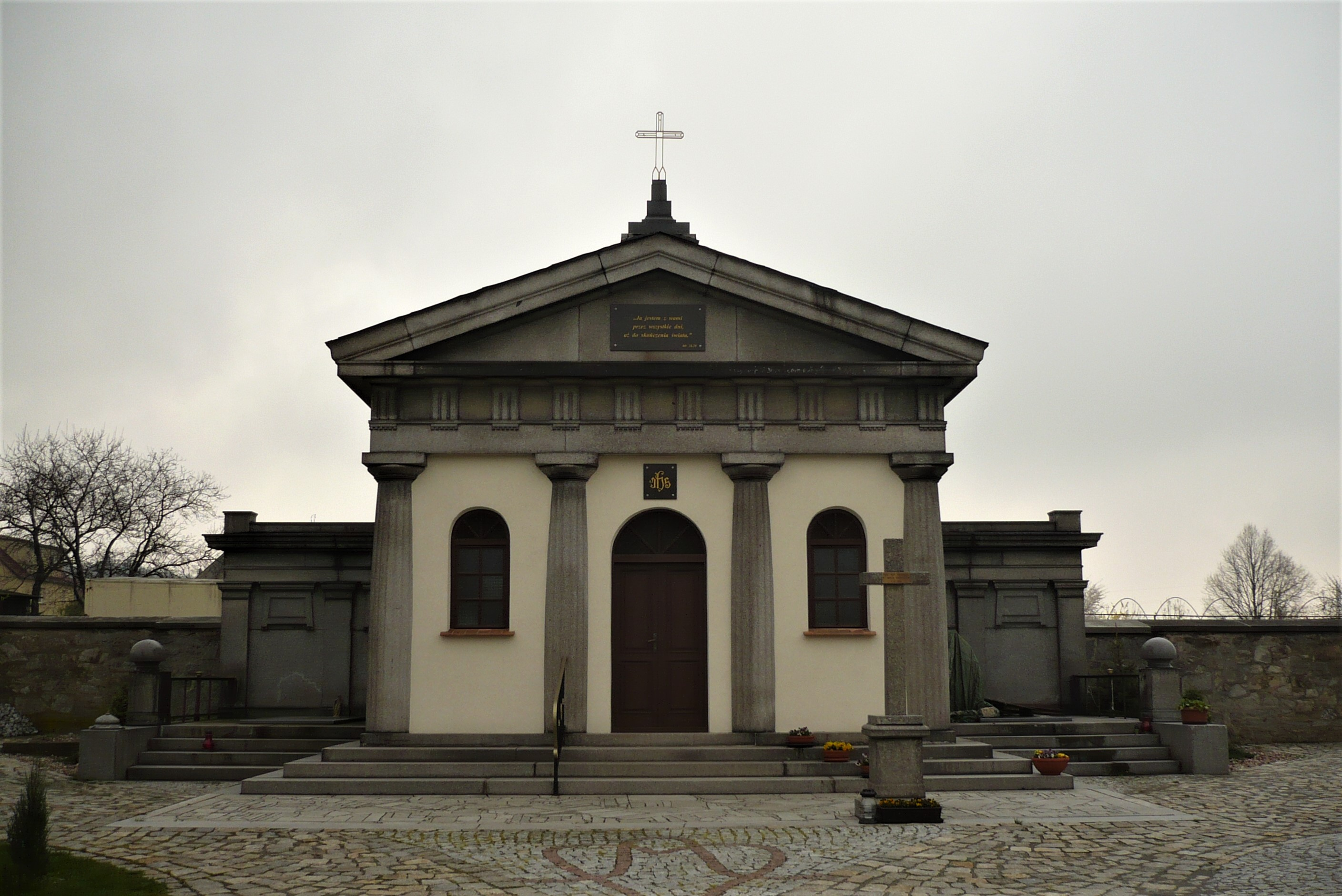
Ehem. Kapelle der Familie von Kulmiz. Konradswaldau. 2017.
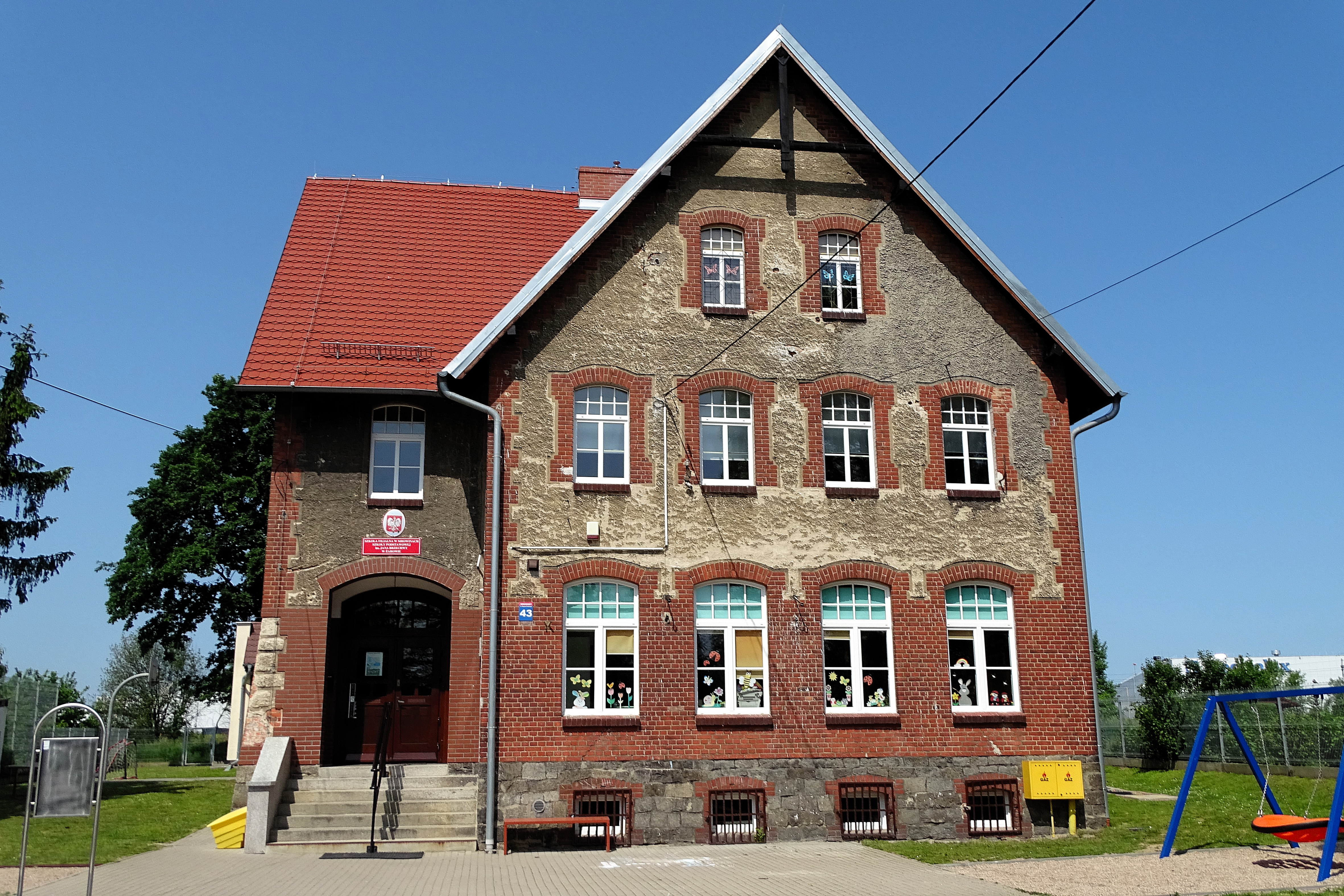
Poststelle Mrowiny

Mitte des 19. Jahrhunderts, nach Angaben aus den Schlesischen Güter-Adreßbüchern um 1868, erwarb die briefadelige Familie von Kulmiz, nobilitiert wurde 1867 Carl (Karl) von Kulmiz (1809–1874), Gut Konradswaldau und stellte somit auch den Patron der evangelischen Kirchengemeinde. Namhaftester Vertreter wurde der Politiker Paul von Kulmiz, verheiratet mit Elisabeth von Poser und Groß Nädlitz. Er war wie sein Bruder und Erbe, Eugen von Kulmiz-Konragswaldau (1850–1925), Ehrenritter des Johanniterordens. Eugens Ehefrau Maria, geborene von Moltke (1854–1924), Tochter des Adolf von Moltke, stiftete 1921 in Konradswaldau ein Kriegerdenkmal. Die Töchter des Hauses heirateten sämtlich adelige Ehepartner, so u. a. Annemarie von Kulmiz den Grafen Hubertus Garnier-Turawa auf Turawa oder Hildegard von Kulmiz den Landrat Friedrich von Winterfeld. Letzter Gutsherr auf Konradswaldau wurde deren Bruder Carl Adolf von Kulmiz (1886–1950), seit 1914 verheiratet mit der Gräfin Maria Lyza von Bethusy-Huc. Sie haben mehrere Kinder und Enkelkinder. Das Gut hatte mit den Vorwerken Neu Sorgau, Freudenthal und Karlshof etwa 474,02 ha. Hinzu kamen als Eigentum Schloss Saarau, Besitz in Ingramsdorf, 510,70 ha, sowie in Tarnau 116,62 ha. Bevollmächtigter der von Kulmiz dazu wurde Kurt Malz (1901–1975), später Bankier und verheiratet mit Stella Freiin von Wolff-Kempenhof, adoptiert als Kurt Graf Blücher von Wahlstatt vom letzten Fürsten auf Schloss Krieblowitz, Gustav Blücher von Wahlstatt (1866–1945), seit 1937 Blüchersruh (Krieblowitz) bei Kanth. Güterdirektor Hr. Englisch hatte seinen Sitz in Konradswaldau. Nach der Enteignung lebte die Familie von Kulmiz in Oberbayern.
Als Folge des Zweiten Weltkriegs fiel Konradswaldau 1945 an Polen und wurde in Mrowiny umbenannt. Die deutsche Bevölkerung wurde, so weit sie nicht schon vorher geflohen war, vertrieben. Die neu angesiedelten Bewohner waren zum Teil Heimatvertriebene aus Ostpolen, das von der Sowjetunion annektiert wurde. 1964 wurde die evangelische Kirche mit Ausnahme des Turms abgerissen. Mrowiny gehörte heute zur Landgemeinde Żarów.

## Sehenswürdigkeiten
- Schloss Konradswaldau, 1838 an Stelle eines barocken Wasserschlosses errichtet, in den 1870er Jahren umgebaut[14]
- Landschaftspark aus der zweiten Hälfte des 19. Jahrhunderts
- Getreidespeicher aus dem 18. bis 19. Jahrhundert
- Turmruine der 1964 abgerissenen evangelischen Kirche
- Barockes Pfarrhaus das heute als Jugendbildungszentrum genutzt wird
- Friedhof mit Mausoleum der Familie von Kulmiz